# Кладбище Маунтин Вью
Кладбище Маунтин-Вью — это сельское кладбище площадью 226 акров (91 га) в Окленде, округ Аламеда, Калифорния . Оно было основано в 1863 году группой пионеров Восточного залива в соответствии с Законом о сельских кладбищах Калифорнии от 1859 года. Созданная ими ассоциация до сих пор управляет кладбищем. Маунтин-Вью был спроектирован Фредериком Лоу Олмстедом, ландшафтным архитектором, который также спроектировал Центральный парк Нью — Йорка и большую часть Калифорнийского университета в Беркли и Стэнфордского университета .
Здесь похоронены многие важные исторические деятели Калифорнии, привлеченные репутацией Олмстеда, и есть много грандиозных склепов в честь богатых, особенно вдоль участка хребта с видом на залив и горизонт Сан-Франциско, известный как « Ряд миллионеров». Из-за этого и прекрасного окружения кладбище привлекает туристов, и в 1970 году начались экскурсии под руководством доцентов .

## Дизайн
Намерение Олмстеда состояло в том, чтобы создать пространство, которое выражало бы гармонию между человеком и природой. В представлении английских и американских романтиков 19-го века парковые кладбища, такие как Маунтин-Вью, олицетворяли покой природы, к которому возвращается душа человечества. Олмстед, опираясь на концепции американского трансцендентализма, объединил парижские величественные памятники и широкие проспекты.
К кладбищу Маунтин-Вью примыкает кладбище Святой Марии, мавзолей Часовни Курантов и колумбарий.

## Известные захоронения
В Маунтин-Вью похоронено много известных людей; многие из них являются местными фигурами в истории Калифорнии, но другие добились более широкой известности.

### Политики и правительственные чиновники
- Вашингтон Бартлетт, мэр Сан-Франциско (1882—1884), губернатор Калифорнии (1887)
- Коулз Башфорд, губернатор штата Висконсин и политик территории Аризоны
- Леонард В. Бак (1834—1895), владелец ранчо, сенатор штата Калифорния.
- Уоррен Б. Инглиш, представитель США (D) Калифорния
- Джон Б. Фелтон, мэр Окленда (1869—1870)
- Уильям М. Гвин, один из первых сенаторов США от Калифорнии.
- Генри Х. Хейт (1825—1878), губернатор Калифорнии (1867—1871)
- Уильям Ноулэнд, сенатор США, издатель Oakland Tribune
- Адольф Фредерик Сент-Сюр, федеральный судья
- Сэмюэл Мерритт, ранний мэр Окленда
- Ромуальдо Пачеко, губернатор Калифорнии
- Джордж Парди, губернатор Калифорнии 1903—1907 гг.
- Джордж К. Перкинс, губернатор Калифорнии 1880—1883 гг.; Сенатор США, 1893—1915 гг.

### Промышленники и деловые люди
- Уоррен А. Бектел, промышленник, основатель компании Bechtel .
- Энтони Шабо, отец гидравлической добычи полезных ископаемых и благотворитель Космического и научного центра Шабо
- Чарльз Крокер, железнодорожный магнат, банкир
- Уильям Э. Дарги, владелец Oakland Tribune
- Дж. А. Фолгер, основатель Folgers Coffee
- Питер Фолджер, наследник американского кофе, светская львица
- Доминго Гирарделли, тезка шоколадной компании
- Генри Дж. Кайзер, отец современного американского судостроения
- Ингемар Генри Лундквист, инженер-механик и изобретатель баллонной ангиопластики по проволоке.
- Джо Шунг, иммигрант из Китая и основатель сети магазинов National Dollar Stores [
- Фрэнсис Марион Смит, " Король буры "
- Чарльз Майнер Гудолл, соучредитель пароходной компании Тихоокеанского побережья .
- Льюис Брэдбери, золотодобывающий миллионер, владелец шахты Тахо в Мексике, а позже стал застройщиком.

### Военные
- Бригадный генерал Генри Бревард Дэвидсон из армии Конфедеративных Штатов
- Джон Коффи Хейс, техасский рейнджер и первый шериф Сан-Франциско.
- Эли Л. Хаггинс, солдат индийских войн и обладатель Почетной медали
- Генри Т. Джонс, солдат Гражданской войны в США и обладатель Почетной медали.
- Оскар Фицалан Лонг, солдат индейских войн и обладатель Почетной медали
- Иеремия С. Салливан, генерал армии Союза и сотрудник Улисса С. Гранта
- Адам Вайссел, моряк ВМС США , обладатель Почетной медали.

### Искусство и культура
- Люси Аделина Бриггс, Коул Роусон Пекинпа Смоллман, художник-ботаник и коллекционер растений.
- Леандро Кампанари, итало-американский скрипач, дирижёр, композитор и музыкальный педагог.
- Герберт А. Коллинз, художник-пейзажист и портретист
- Ина Кулбрит, первая поэтесса-лауреат Калифорнии
- Андре Хикс (он же Mac Dre), рэпер из района залива, владелец звукозаписывающей компании и продюсер
- Томас Хилл, художник
- Уильям Кейт, художник-пейзажист из Калифорнии.
- Бернар Мэйбек, архитектор
- Джулия Морган, архитектор
- Фрэнк Норрис, писатель
- Ирвинг Пичел, кинематографист
- Флойд Салас, автор
- Маргарет Сингер, писатель
- Изабель Сил Стовел, организаторы Недели музыки города Сан-Франциско.
- Белла Френч Свишер (1837—1893), писатель
- Дуглас Тилден, скульптор

### Местная история
- Дэвид Д. Колтон, вице-президент Южно-Тихоокеанской железной дороги, тезка города Колтон, Калифорния
- Генри Дюран, первый президент Калифорнийского университета в Беркли
- Нэнни С. Браун Крамер, организатор, президент и членский директор Оклендского женского городского клуба
- Вирджиния Прентисс, афроамериканская акушерка и няня Джека Лондона.
- Джейн К. Сатер, даритель Sather Gate и Sather Tower Калифорнийскому университету в Беркли.
- Фрэнсис К. Шаттак, видный деятель политики и раннего развития округа Аламеда, Окленда и Беркли.
- Уильям Т. Шори, афроамериканский капитан китобойного промысла и общественный деятель Окленда
- Джон Светт, основатель Калифорнийской системы государственных школ
- Чарльз Ли Тилден, тезка регионального парка Тилден

### Другое
Волни В. Эшфорд, революционер
- Кло Аннет Бакел, одна из первых женщин-врачей в Калифорнии.
- Гленн Берк, первый открытый гей-игрок в Высшей лиге бейсбола
- Генри Д. Когсуэлл, дантист и крестоносец движения за воздержание
- Маркус Фостер, первый чернокожий суперинтендант Объединённого школьного округа Окленда в Окленде, Калифорния, первая жертва Симбионистской освободительной армии .
- Дэвид Хьюз, предоставивший " Золотой шип " .
- Бобби Хаттон, первый казначей Партии Черных пантер
- Фред Коремацу оспорил Исполнительный указ 9066 в знаменательном деле Верховного суда Коремацу против Соединенных Штатов
- Джозеф ЛеКонте, соучредитель Sierra Club
- Эрни Ломбарди, игрок Зала славы высшей лиги бейсбола
- Джон Нортон Помрой, профессор права Гастингсского юридического колледжа
- Элизабет Шорт, нераскрытая жертва голливудского убийства, известная как Чёрный георгин
- Существует одна военная могила Британского Содружества, пилота-офицера Джеймса Липпи, уроженца Америки, члена Королевских ВВС Канады, который умер в 1942 году . Вторая война
- Ли Сяцин, первая женщина-лётчик Китая, первая женщина-пилот, окончившая Женев-Куантрен (Швейцария) и Школу аэронавтики Боинга.

## В популярной культуре
Кладбище Маунтин-Вью занимает видное место в фильме 2018 года " Слепые пятна " . Персонаж Дэвида Диггса отправляется туда на утренние пробежки, а важная сцена происходит на кладбище, где персонаж представляет чернокожих жертв жестокости полиции, стоящих над могилами.
В криминальном романе Марка Коггинса «Большое пробуждение» 2009 года главный герой книги, детектив по имени Август Риордан, обнаруживает, что первая леди Аргентины Ева Перон не покоится в семейной гробнице Дуарте на кладбище Ла Реколета в Буэнос-Айресе, но на самом деле похоронена на кладбище Маунтин-Вью.